# Zisterzienserinnenabtei Bons
Die Zisterzienserinnenabtei Bons war von 1155 bis 1791 ein Kloster der Zisterzienserinnen zuerst in Chazey-Bons, ab 1650 in Belley, Département Ain, in Frankreich.

## Geschichte
Margarete die Fromme von Savoyen, Tochter des Grafen Amadeus III. (Savoyen), stiftete 1155 sieben Kilometer nördlich Belley das Nonnenkloster Bons (auch: Bunzium, Bonz, Bon, Bunz oder Buntz) und starb dort zwei Jahre später. Das Kloster stand unter der Aufsicht von Kloster Saint-Sulpice. 1650 ging der Konvent in die Stadt Belley (Grande Rue). Dort kam es 1791 durch die Französische Revolution zur Auflösung des Klosters. In Chazey-Bons erinnern Mauerreste der Klosterkirche und der Straßenname Route de l’Abbaye an das einstige Kloster.